# قائمة الحقول العميقة

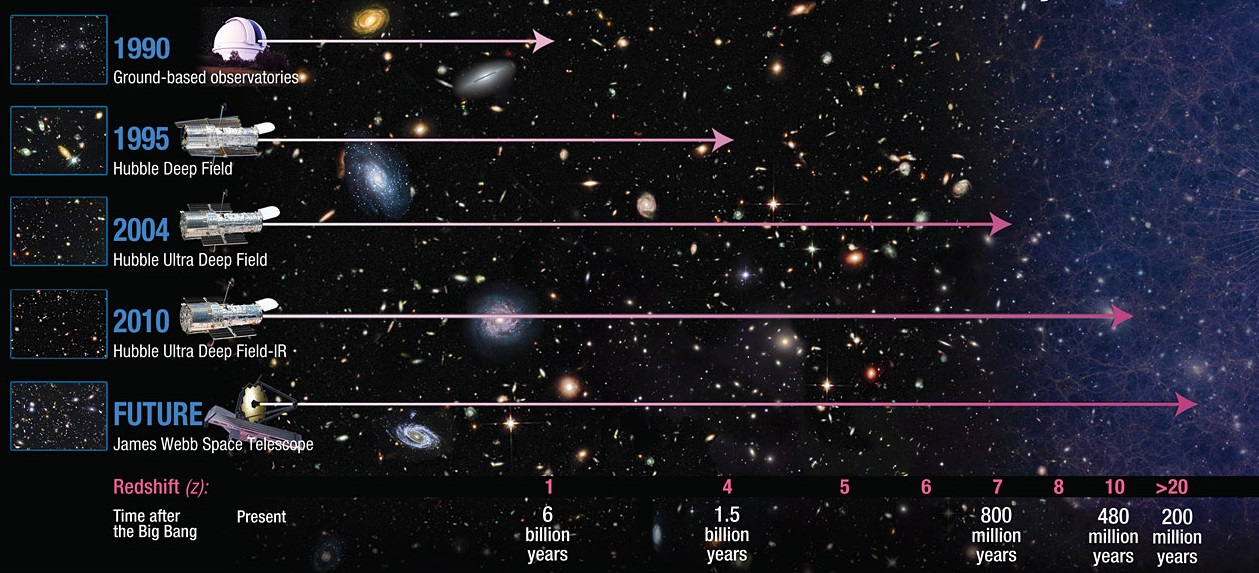
مقارنة إلى أي مدى شوهدت في الماضي بعض الحقول العميقة لـ تلسكوب هابل الفضائي من حيث الانزياح الأحمر وملايين السنين وأيضًا إلى أي مدى يجب أن يكون تلسكوب جيمس ويب الفضائي قادرًا على رؤيته.

في علم الفلك، «المجال العميق» هو صورة لجزء من السماء تم التقاطه بوقت تعريض طويل جدًا، من أجل اكتشاف ودراسة الأجسام الباهتة. يشير عمق المجال إلى القدر الظاهري أو كثافة التدفق الطيفي للأجرام الخافتة التي يمكن اكتشافها في الصورة. عادةً ما تغطي المشاهدات الميدانية العميقة منطقة زاوية صغيرة في السماء، بسبب الربساعات الطويلة وربما أيام من وقت التلسكوب المطلوب للوصول إلى حدود التدفق الضوئي الخافت. تُستخدم الحقول العميقة بشكل أساسي لدراسة تطور المجرات والتطور الكوني لـ نوى المجرات النشطة، وللكشف عن الأجسام الباهتة عند الانزياح الأحمر كبير؛ فكلما زاد الانزياح الأحمر لطيف مجرة فهذا يعني أنها أكثر بعدا عنا، وبالتالي فنحن نشاهدها في زمن قديم جدا. قامت العديد من المراصد الأرضية والفضائية بأخذ مشاهدات ميدانية عميقة عند أطوال موجية تمتد من الراديو إلى الأشعة السينية.
أول صورة للمجال العميق تلقت قدرًا كبيرًا من الاهتمام العام كانت حقل هابل العميق، التي رصدت في عام 1995 بكاميرا WFPC2 على تلسكوب هابل الفضائي. تشمل التلسكوبات الفضائية الأخرى التي حصلت على عمليات رصد للمجال العميق مرصد تشاندرا الفضائي للأشعة السينية ومرصد XMM-نيوتن وتلسكوب سبيتزر الفضائي الذي يلتقط الأشعة تحت الحمراء.
الحقل العميق هو صورة لمنطقة صغيرة في الفضاء، تختار في منطقة سوداء في السماء تبدو للوهلة الأولى أنها خالية من الأجرام، واتضح بالتصوير العميق أنها مليئة بمجرات لا تراها العين. الحقول الفلكية العميقة الآتية هي التي تم تصويرها حتى الآن.
| صورة | اسم                                 | تاريخ التصوير | عدد مرات التعريض |
| ---- | ----------------------------------- | ------------- | ---------------- |
|      | حقل هابل العميق                     | 1995          | 342              |
|      | حقل هابل العميق الجنوبي             | 1998          | 995              |
|      | حقل تشاندرا العميق الجنوبي          | 1999–2000     | 11               |
|      | حقل هابل العميق الفائق              | 2003–2004     | 808              |
|      | قطاع جروث الممتد                    | 2004–2005     | فوق الـ 500      |
|      | مسح CANDELS                         | 2011          |                  |
|      | أداة الـ ESO والـ SINFONI VLT       | 2012          |                  |
|      | حقل هابل العميق الأقصى              | 2012          |                  |
|      | حقل هابل العميق الفائق (UV/VIS/NIR) | 2014          |                  |
|      | Frontier Fields MACS J0416          | 2015          |                  |
|      | Frontier Fields Abell 2744          | 2015          |                  |
|      | Frontier Fields MACS J0717.5+3745   | 2015          |                  |
|      | Frontier Fields MACS J1149.5+2223   | 2015          |                  |
|      | Frontier Fields Abell S1063         | 2016          |                  |
|      | Frontier Fields Abell 370           | يحدد لاحقًا    |                  |

## اقرأ أيضا
- حقل تشاندرا العميق الجنوبي
- فجوة لوكمان